# Livro de cozinha

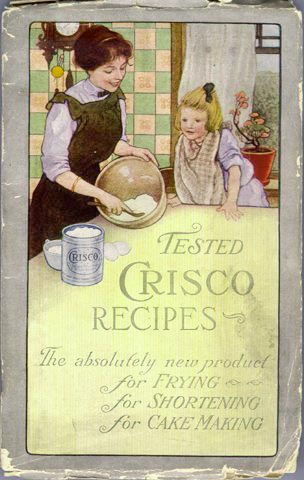
Livro de cozinha

Um livro de cozinha ou livro de receitas é uma coleção de receitas de cozinha reunidas e expostas de modo a ensinar como se elaboram, expor alguns truques e sugestões culinárias e que pode incluir experiências pessoais e de tradição relacionadas com a confecção e degustação de pratos. Um dos mais antigos foi escrito por Marco Gávio Apício, gastrônomo romano do século I, com o título de  De re coquinaria. Geralmente o formato dessas receitas vem com os Ingredientes e o Modo de Fazer.